# Mother Russia Bleeds
Mother Russia Bleeds est un jeu vidéo de type beat them all développé par Le Cartel Studio et édité par Devolver Digital, sorti en 2016 sur Windows, Mac, Linux, PlayStation 4 et Nintendo Switch.

## Système de jeu
Mother Russia Bleeds propose un gameplay de type beat them all inspiré de celui de Streets of Rage ou Double Dragon. Les joueurs doivent progresser à travers des niveaux à défilement horizontal, organisés en stages, en affrontant des vagues d’ennemis à l’aide d’armes à feu, d’armes de mêlée ou à mains nues. Lorsqu’ils sont tués, certains ennemis se mettent à convulser. Les joueurs peuvent alors remplir leurs seringues avec une drogue extraite de leurs cadavres, qu’ils peuvent ensuite s’injecter pour régénérer leur santé ou entrer en mode berserk, augmentant temporairement leur force et leur vitesse. Le jeu peut être joué en solo ou en coopération locale jusqu’à quatre joueurs, dans les modes arcade, survie et boss rush.

## Développement
Mother Russia Bleeds s’inspire fortement de Streets of Rage, Double Dragon[Lequel ?] and Renegade. Le développement du jeu a débuté en septembre 2013, après que Frédéric Coispeau, ancien game designer chez Ubisoft Paris ait quitté son poste et rencontré le webdesigner Alexandre Muttoni.Ensemble, ils fondent Le Cartel Studio le 20 août 2013. Le studio commence rapidement à travailler sur l’histoire et sur les premiers éléments visuels du jeu. En octobre 2013, l’équipe accueille un nouveau programmeur, Florian Reneau, bientôt suivi par le compositeur Vincent "Fixions" Cassar.
Après quelques mois de travail, Le Cartel Studio lance le site officiel de Mother Russia Bleeds le 1er mars 2014, marquant ainsi l’annonce publique du projet. À la fin du même mois, le 30 mars 2014, un teaser de gameplay en pré-alpha est mis en ligne.  Il présente un niveau intitulé « Night Club », fortement inspiré par Hotline Miami, ce qui contribue à la large diffusion du teaser. Une semaine plus tard, Le Cartel Studio annonce que le jeu sortira au premier trimestre 2015 sur Microsoft Windows, OS X et Linux, avec des portages envisagés sur PlayStation 3, PlayStation 4, PlayStation Vita, Xbox 360 et Xbox One en cas de succès commercial, via une campagne de financement participatif, finalement annulée par la suite.
Le 18 juin 2014, Le Cartel Studio invite les fans de la page VK dédiée au jeu à choisir les noms des personnages, ce qui donnera naissance à « Sergei », « Ivan », « Natasha » et « Boris ». Le teaser pré-alpha est ensuite remarqué par Jonatan Söderström et Dennis Wedin, créateurs de Hotline Miami, dont le niveau présenté dans le teaser s’inspirait directement. Söderström et Wedin recommandent alors le jeu à l’éditeur Devolver Digital, ce qui aboutit à un partenariat entre les deux entités quelques mois plus tard.
Lors de la conférence de presse de Sony à l'E3 2015, Mother Russia Bleeds est officiellement annoncé sous son nouvel éditeur et confirmé pour une sortie sur PlayStation 4. Une première bande-annonce suit peu après, confirmant également les versions pour Microsoft Windows, OS X and Linux. Comme annoncé le 10 août 2016, Mother Russia Bleeds est sorti sur ces trois plateformes le 5 septembre 2016. Une Dealer Edition du jeu est également publiée le même jour, incluant une seconde copie du jeu, la bande-son originale composée par Vincent "Fixions" Cassar, ainsi qu’un mini-documentaire intitulé Behind the Schemes. Le même jour, un portage pour PlayStation 4 est annoncé comme étant en cours de développement. Il sort finalement le 3 décembre 2016.

## Accueil
- Destructoid : 9/10[13]
- Game Informer : 8/10[14]
- Gameblog : 8/10[15]
- Gamekult : 5/10[16]
- GameSpot : 7/10[17]
- Jeuxvideo.com : 15/20[18]
- PC Gamer US : 54 %[19]